# Die ungewöhnlichen Abenteuer des Julio Jurenito

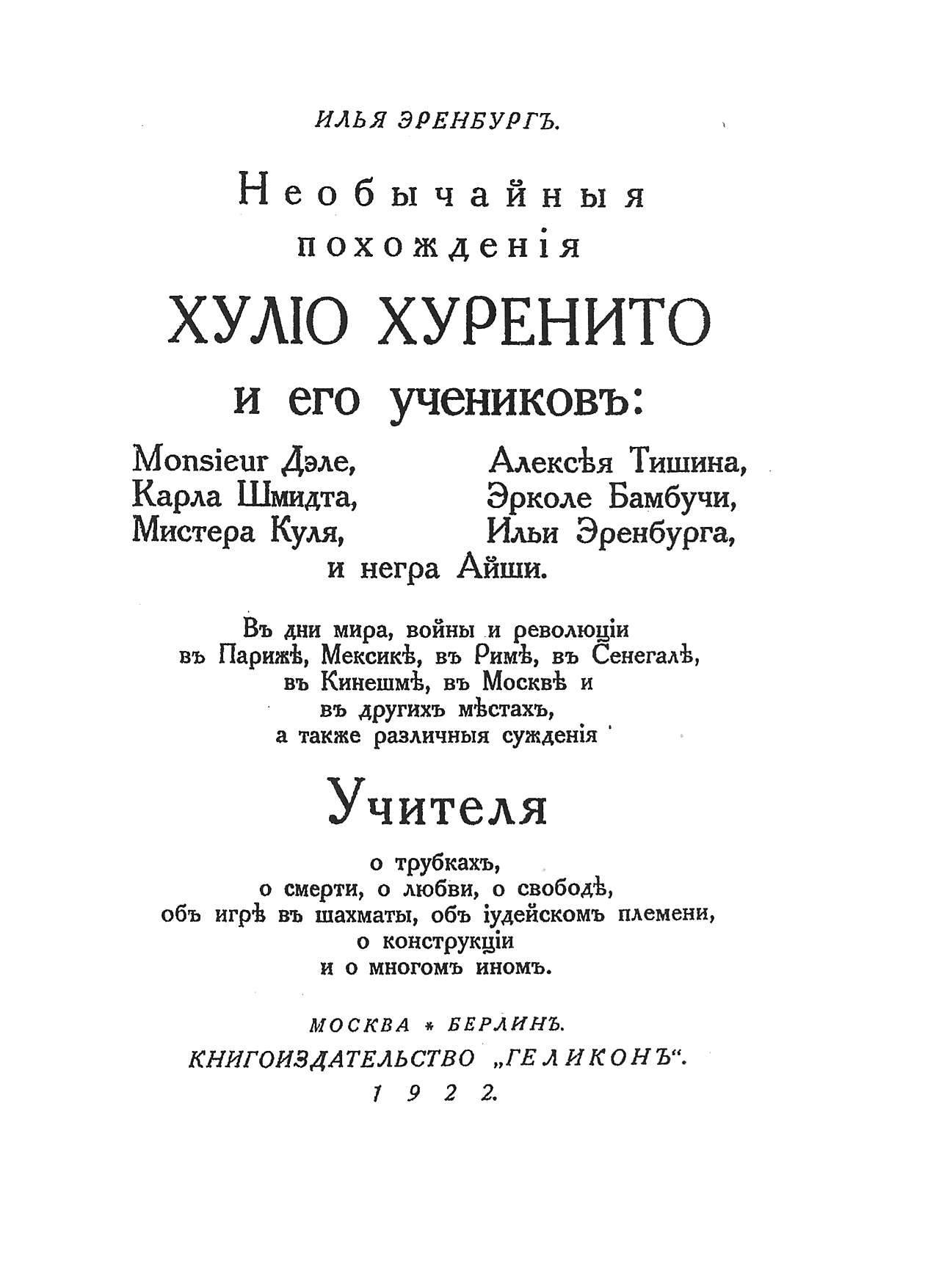
Innentitel der Erstausgabe (in alter Rechtschreibung, vgl. Russische Rechtschreibreform von 1918)

Die ungewöhnlichen Abenteuer des Julio Jurenito und seiner Jünger: Monsieur Delhaye, Karl Schmidt, Mister Cool, Alexei Tischin, Ercole Bambucci, Ilja Ehrenburg und des Negers Ayscha in den Tagen des Friedens, des Krieges und der Revolution in Paris, Mexiko, Rom, am Senegal, in Kineschma, Moskau und an anderen Orten, ebenso verschiedene Urteile des Meisters über Pfeifen, über den Tod, über die Liebe, über die Freiheit, über das Schachspiel, das Volk der Juden, Konstruktionen und einige andere Dinge ist der volle Titel eines 1922 veröffentlichten Romans des russischen Schriftstellers Ilja Grigorjewitsch Ehrenburg. Das russische Original heißt Необычайные похождения Хулио Хуренито и его учеников: мосье Дэле, Карла Шмидта, мистера Куля, Алексея Тишина, Эрколе Бамбучи, Ильи Эренбурга и негра Айши, в дни Мира, войны и революции, в Париже, в Мексике, в Риме, в Сенегале, в Кинешме, в Москве и в других местах, а также различные суждения учителя о трубках, о смерти, о любви, о свободе, об игре в шахматы, о еврейском племени, о конструкции и о многом ином.(anhörenⓘ)
Dieser erste Roman Ehrenburgs wird heute zu seinen künstlerisch gelungensten Werken gezählt. Er ist in eine Reihe von Sprachen übersetzt und bis in die Gegenwart neu aufgelegt worden. In satirischer Form behandelt er die Zeit des Ersten Weltkriegs, der Oktoberrevolution und des Russischen Bürgerkriegs. Die Hauptfigur ist der mysteriöse Mexikaner Julio Jurenito, der mit sieben Jüngern durch Europa zieht und schließlich in einer kleinen ukrainischen Stadt den Tod sucht.
Das Buch hat eine bewegte Text- und Rezeptionsgeschichte erlebt, die vor allem in seiner kritischen Auseinandersetzung mit der Revolution begründet ist. So existieren neben der Erstausgabe mehrere gekürzte und entschärfte Fassungen; beide deutschen Übersetzungen sind unvollständig.

## Vorgeschichte und Entstehung

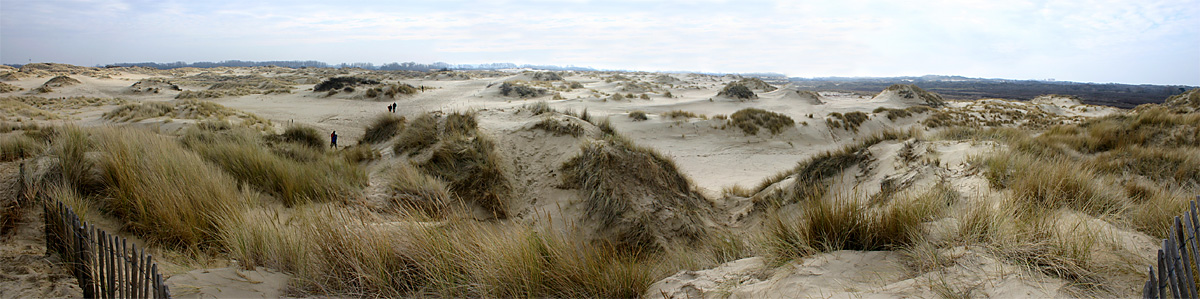
„In unserer Umgebung erhoben sich Dünen, hier und dort mit grauem stachligem Gras bedeckt.“ Bei De Panne

Ehrenburg, damals 30 Jahre alt, schrieb die Ungewöhnlichen Abenteuer des Julio Jurenito im Juni 1921 in dem belgischen Seebad De Panne, damals als „La Panne“ bekannt. Er hatte abenteuerliche Jahre hinter sich, die den Stoff für den Roman hergaben: Die Jahre vor dem Ersten Weltkrieg hatte er als Bohémien im Pariser Künstlerviertel Montparnasse zugebracht. Später schrieb er Kriegsberichte für eine Petersburger Zeitung und berichtete unter anderem auch über senegalesische Soldaten in der französischen Armee. Im Juni 1917 reiste er auf die Nachricht von der Februarrevolution hin nach Petrograd und später nach Moskau, wo er die Ereignisse der Oktoberrevolution erlebte. 1919 hielt er sich in Kiew auf, das nacheinander von deutschen Truppen, den Bolschewiki, der Weißen Armee Denikins und wieder der Roten Armee beherrscht wurde. Nach einem Intermezzo auf der Krim kehrte er nach Moskau zurück, wo er prompt als Spion von der Tscheka verhaftet wurde. Nach einer Intervention seines Freundes Nikolai Bucharin freigelassen, arbeitete er dort in der Zeit des Kriegskommunismus in der Kindertheatersektion.
Bereits in Kiew hatte Ehrenburg sein Romanprojekt erwogen und geprobt. Er improvisierte für seine Frau und zwei Freundinnen stundenlang Geschichten in Versform, mal reale Erinnerungen, mal Ausgedachtes. Nach Ehrenburgs Erinnerungen bildete den Keim des künftigen Romans die Vorstellung, „was wohl ein braver französischer Bürger oder ein römischer Lazzarone täte, wenn sie ins revolutionäre Russland gerieten.“ 1921 in Moskau fasste er den Entschluss, das Buch niederzuschreiben, beabsichtigte jedoch zu diesem Zweck nach Paris zu reisen, wo er Abstand zu den Ereignissen gewinnen wollte, zugleich aber die gewohnte Kaffeehausatmosphäre suchte und auf eine bessere Nahrungsmittel- und Papierversorgung hoffte. Es gelang ihm, durch die Vermittlung Bucharins – als einer der ersten Sowjetbürger – einen sowjetischen Reisepass für eine „literarische Dienstreise“ zu erhalten. Allerdings stufte ihn der französische Staatsschutz als unerwünschten Ausländer ein, sodass Ehrenburg von der französischen Polizei über die belgische Grenze abgeschoben wurde.
In La Panne arbeitete Ehrenburg täglich vom frühen Morgen bis in die Nacht an dem Roman und war bereits nach vier Wochen fertig. Er berichtete in seinen Memoiren, dass er „aus einem inneren Zwang“ schrieb: „Mir war, als führte ich nicht die Feder über ein Blatt Papier, sondern als stürmte ich zum Bajonettangriff vor.“ Erschienen ist das Buch zuerst 1922 bei einem russischsprachigen Berliner Verlag, Gelikon – da Ehrenburg Paris versperrt war, wählte er seinen nächsten Wohnsitz in Berlin, wo es zu dieser Zeit eine sehr große russische Exilgemeinde gab.

## Werkbeschreibung

### Das Handlungsgerüst

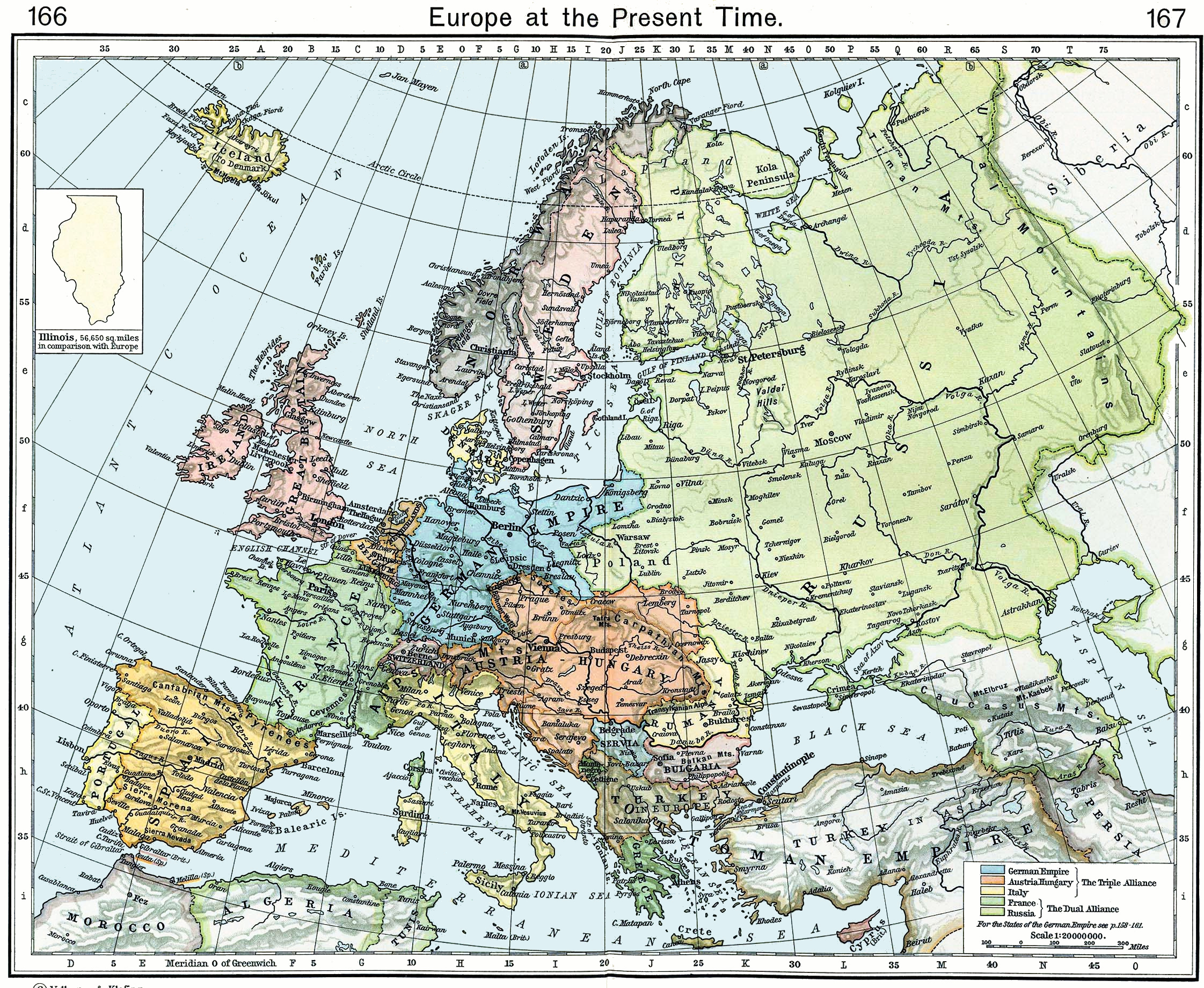
Europa kurz vor dem Ausbruch des Ersten Weltkrieges

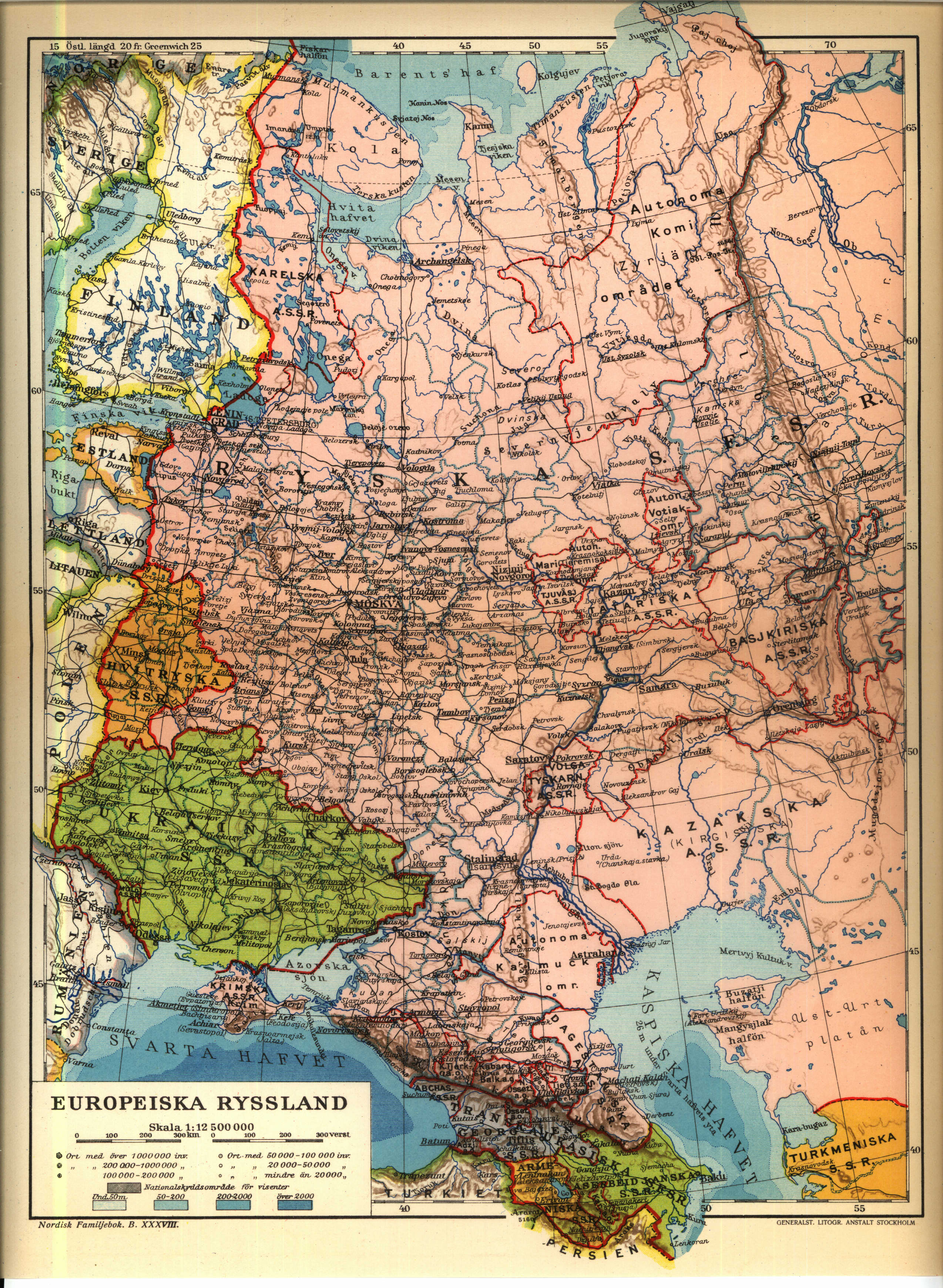
Die Sowjetunion in den 1920er Jahren

Der obskure Mexikaner Julio Jurenito begegnet in einem Café in Montparnasse im Jahre 1913 dem russischen Juden Ilja Ehrenburg, einem hungernden Bohème-Schriftsteller. Ehrenburg wird Jurenitos erster Jünger. Auf Reisen durch Europa sammelt Jurenito noch sechs weitere Jünger um sich: den amerikanischen Kapitalisten Mr. Cool, den senegalesischen Hotelpagen Ayscha, den russischen Intellektuellen Alexei Spiridonowitsch Tischin, den französischen Bestattungsunternehmer Delhaye, den italienischen Tagedieb Ercole Bambucci und den deutschen Technikumsstudenten Karl Schmidt. 1914 tritt der „Meister“ eine geheimnisvolle Reise an – wie sich später herausstellt, zur Erholung nach Mallorca. Von der allgemeinen Kriegsbegeisterung angesteckt, zerstreuen sich mit Kriegsausbruch auch seine Jünger. Nur Ehrenburg bleibt in Paris zurück.
Im folgenden Jahr erscheint Jurenito wieder in Paris, nun als bevollmächtigter Minister der Fantasierepublik Labardan, um Frankreich die Unterstützung dieses Kleinstaats anzubieten. Bei einer von Jurenito veranstalteten patriotischen Feier treffen Jurenito und Ehrenburg auf Ayscha, der als Kolonialsoldat im Krieg einen Arm verloren hat. Die Spur des Mr. Cool finden sie durch einen Fliegerpfeil wieder, der die Aufschrift „Bruder, geh ein ins Himmelreich!“ trägt. Cool hat mittlerweile ein gewaltiges Kriegswirtschaftsunternehmen aufgezogen. 1916 reist Jurenito mit seinen Jüngern in den Senegal, wo sie den schwerkranken Tischin finden, der mit der Fremdenlegion zur Unterdrückung eines Aufstands dorthin geschickt worden war und dabei Ayschas Bruder erschossen hatte. Ernüchtert über die Realität des Krieges, unternehmen die Jünger diverse Reisen, die dem Frieden dienen sollen. Zunächst führt sie eine Romreise zum Papst. Dort vertreibt Bambucci im Auftrag des Vatikans Amulette, transportable Kapellen und ähnliche Waren für alle Kriegsparteien. Besuche im Internationalen Schiedsgericht von Den Haag und bei den sozialistischen Delegationen der Zweiten Internationale in Genf geben ebenfalls Anlässe satirischer Entlarvung ab. Nun kehrt die ganze Gruppe nach Paris zurück und wird dort unter Spionageverdacht verhaftet. Vor der Exekution rettet sie der Vorsitzende der „Liga zur Erforschung zweifelhafter Handlungen“, der sich als Monsieur Delhaye herausstellt. Sie begeben sich gemeinsam als Journalisten an die Front und geraten in deutsche Gefangenschaft. Doch auch hier rettet sie ein unverhofftes Wiedersehen: Der kommandierende Offizier entpuppt sich als Karl Schmidt.
Nach Monaten in einem deutschen Gefangenenlager gelangen die Vereinten gemeinsam mit Schmidt nach Petrograd und später nach Moskau. Jurenito übt nun schnell wechselnde Kommissarstätigkeiten in der revolutionären Administration aus, u. a. in Kineschma, Schmidt wird hoher Funktionär und Ayscha erhält einen Leitungsposten im Kommissariat für Auswärtige Angelegenheiten. Cool dagegen wird als Ausbeuter in ein Lager gesperrt, und Delhaye verliert aufgrund der Ereignisse der Oktoberrevolution den Verstand. Später werden auch Jurenito und Ehrenburg von der Tscheka verhaftet und kommen zu Cool ins Lager, durch Fürsprache Ayschas aber bekommen sie alle ihre Freiheit wieder. Eine „Erholungsreise“ in die ukrainische Stadt Jelisawetgrad (heute Kropywnyzkyj) schließt sich an, wo die Jünger die Wechselfälle des russischen Bürgerkrieges erleben (wie der Autor selbst in Kiew). Nach einem Besuch im Kaukasus erhalten Jurenito und Ehrenburg, zurück in Moskau, eine Audienz im Kreml bei einem namenlosen „Kapitän“ der bolschewistischen Regierung. Aus späterer erneuter Haft bei der Tscheka befreit sie Karl Schmidt. Endlich beschließt Jurenito, seinen eigenen Tod in Szene zu setzen: In der Kleinstadt Konotop geht er mit seinen teuren Lederstiefeln im dunklen Park spazieren und wird programmgemäß Opfer eines Raubmordes. Zuvor beauftragt er Ehrenburg mit der Abfassung seiner Biografie.

### Formaler Bau

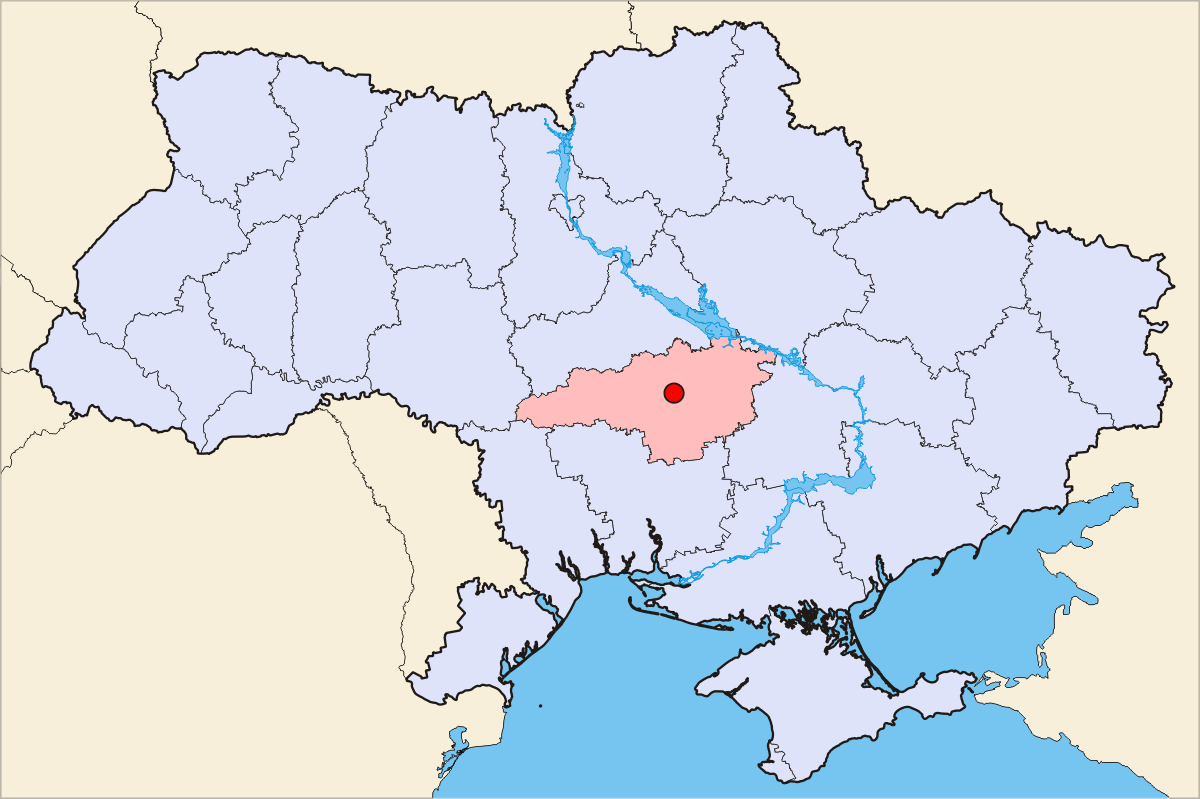
Die Lage von Jelisawetgrad in der Ukraine

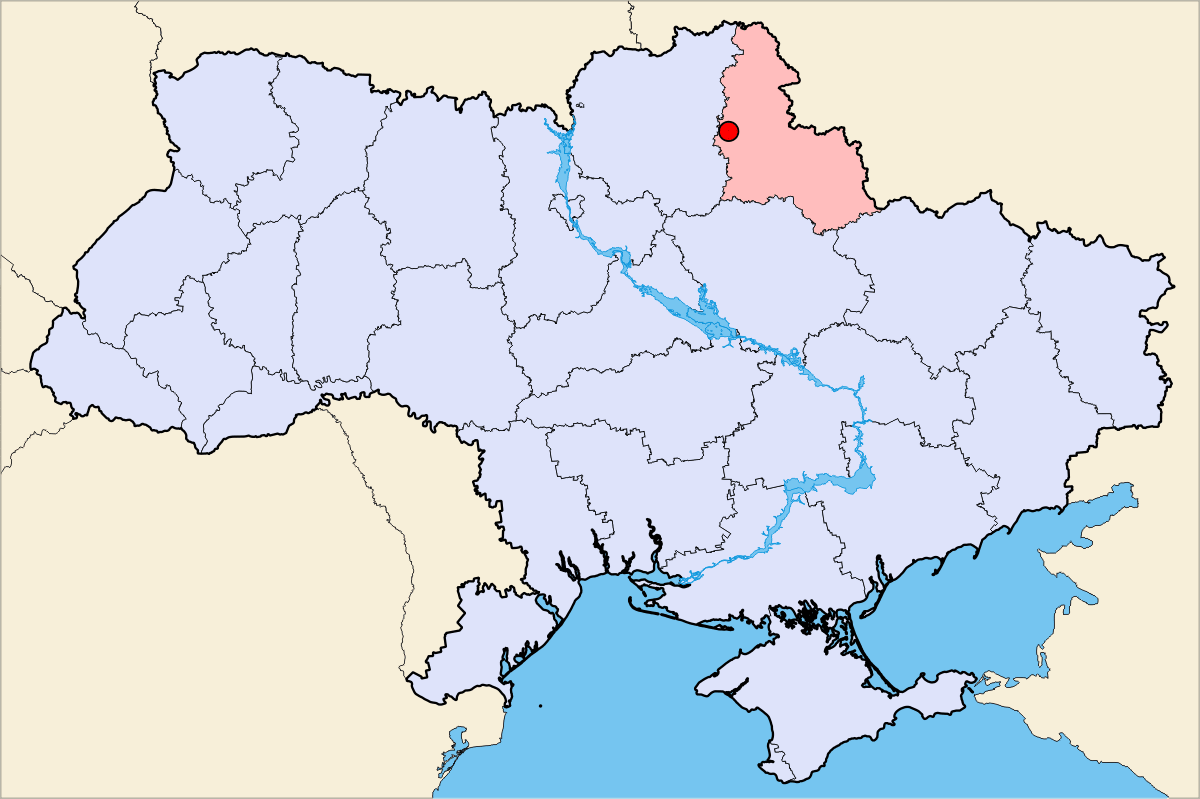
Die Lage von Konotop, dem Sterbeort Jurenitos, in der Ukraine

Der Roman besteht aus einem Vorwort und 35 Kapiteln. Die ersten elf Kapitel beschreiben die Sammlung der Jünger, die nächsten elf ihre Schicksale im Ersten Weltkrieg und weitere elf ihre Erlebnisse im revolutionären Russland. Das 34. Kapitel berichtet vom Tod des Meisters. Es handelt sich um eine Ich-Erzählung des ersten Jüngers, der den Namen Ilja Ehrenburg mit dem Autor gemein hat. Die Erzählung erscheint somit als eine (fiktive) Biografie Jurenitos, die die Romanfigur Ehrenburg verfasst hat. Sie ist eingebettet in eine rudimentäre Rahmenhandlung, aus dem Vorwort und dem letzten Kapitel bestehend, die Anlass und Verfertigung der Biografie sowie einen Rückblick auf das Resultat umfasst.
In den Kapiteln wechselt der chronologisch fortschreitende Bericht des Ich-Erzählers Ehrenburg mit umfangreichen, manchmal ganze Kapitel umfassenden Passagen wörtlicher Rede des „Meisters“ Julio Jurenito, der über zahlreiche Themen doziert, insbesondere über Liebe, Kunst, Religion, Geschichte und Politik. Diese beiden Schichten sind auch stilistisch deutlich differenziert: Der Erzähler, als „Jünger“ dem Meister treu ergeben, spricht in durchgängig ironischem Tonfall (auch und besonders über sich selbst), während Jurenitos prophetische „Anekdoten“ (wie er sie selbst nennt) in satirischer Rede große historische Horizonte aufreißen.
Der Erzählerbericht umfasst einen exakt definierten Zeitraum von 1913 bis 1921, eingeschoben sind Rückblicke auf die Biografien des Meisters und seiner Jünger. Die Schauplätze wechseln schnell und unvermittelt; während anfangs Paris das Zentrum der Erzählung ist (mit Abstechern nach Belgien, in die Niederlande und nach Italien), führt der Weg der Romanfiguren im letzten Teil immer wieder nach Moskau. Der Mittelteil markiert den Übergang zwischen diesen beiden Handlungszentren und enthält viele weiträumige Ortsveränderungen (Senegal, Rom, Den Haag, Genf, Verdun, Oberlahnstein, Kowno, Petrograd).

### Das Evangelium nach Ehrenburg
Der Roman ist eine deutlich erkennbare Parodie auf den Evangeliums- und besonders auf den Passionsbericht. Jurenito ist am Tag von Mariä Verkündigung geboren und stirbt wie Jesus den Opfertod – mit 33 Jahren, wie es von Jesus angenommen wurde. Auch die russische Initiale Х haben Jurenito (Хуренито) und Christus (Христос) gemeinsam. Zahlreiche Anspielungen auf die Evangelien durchsetzen die Erzählung, vom Sammeln der Jünger über die so bezeichneten „Wunder“ des Meisters bis hin zu dessen Verleugnung durch den Jünger Ehrenburg. Auch formal sind die Entsprechungen deutlich: Immer wieder wird die Handlung durch Kapitel mit Lehren von Jurenito unterbrochen, die meist in Gleichnisform gehalten sind. Nicht zuletzt ist die Rolle Ehrenburgs als Jünger und Biograf des Meisters den Verfassern der Evangelien nachempfunden.
Doch ebenso deutlich wird die parodistische Behandlung der Vorlage. Jurenito lehrt „niemand und niemals etwas“; er hat „weder religiöse Dogmen noch ethische Gebote, nicht einmal ein primitives philosophisches System“; er ist „ein Mensch ohne Überzeugungen“, vielmehr ein großer Provokateur (S. 12f.). Sein geheimnisumwittertes Anliegen ist die Zerstörung aller Glaubens- und Überzeugungssysteme, die schließlich in ferner Zukunft in eine Befreiung der Menschheit münden soll. Ralf Schröder hat diese Figur daher auch als „schwarzen, anarchistischen Messias“ bezeichnet und von einer „negativen Christologie“ gesprochen.
Das Wirken des „Meisters“ erscheint im Roman in schwankendem Licht; diverse Andeutungen im Stile einer Verschwörungstheorie stilisieren ihn zum geheimen Urheber sämtlicher welterschütternder Ereignisse inklusive Krieg und Revolution, während er an anderen Stellen als scheiternder Prophet charakterisiert wird, dessen Hoffnungen ein ums andere Mal enttäuscht werden. Und seine Jünger sind sich, mit Ausnahme des Biografen selbst, ihrer Jüngereigenschaft gar nicht bewusst: „Der eine Idiot nennt mich: ‚Führer‘, der andere: ‚Kompagnon‘, der dritte: ‚Freund‘, der vierte: ‚Genosse‘, der fünfte: ‚Patron‘, der sechste: ‚Herr‘ und du, der siebente, nennst mich ‚Meister‘“ (S. 327), beklagt sich Jurenito bei Ehrenburg. Jurenitos Opfertod wird keineswegs durch den Willen motiviert, die Welt zu retten, sondern durch allzu große Langeweile angesichts des „nichtfliegenden Flugzeugs“ der Revolution. Er begründet ihn so: „Ich muss anständig sterben. Für jeden anderen ist es leicht: es genügt, einfach Überzeugungen zu haben, die den allgemein üblichen nicht entsprechen. Ich aber habe, wie du weißt, keinerlei Überzeugungen … Einer Idee wegen kann ich also nicht sterben. Bleibt die einzige Hoffnung: meine Stiefel …“ (S. 328).

### Satirische Enzyklopädie, Schelmenroman

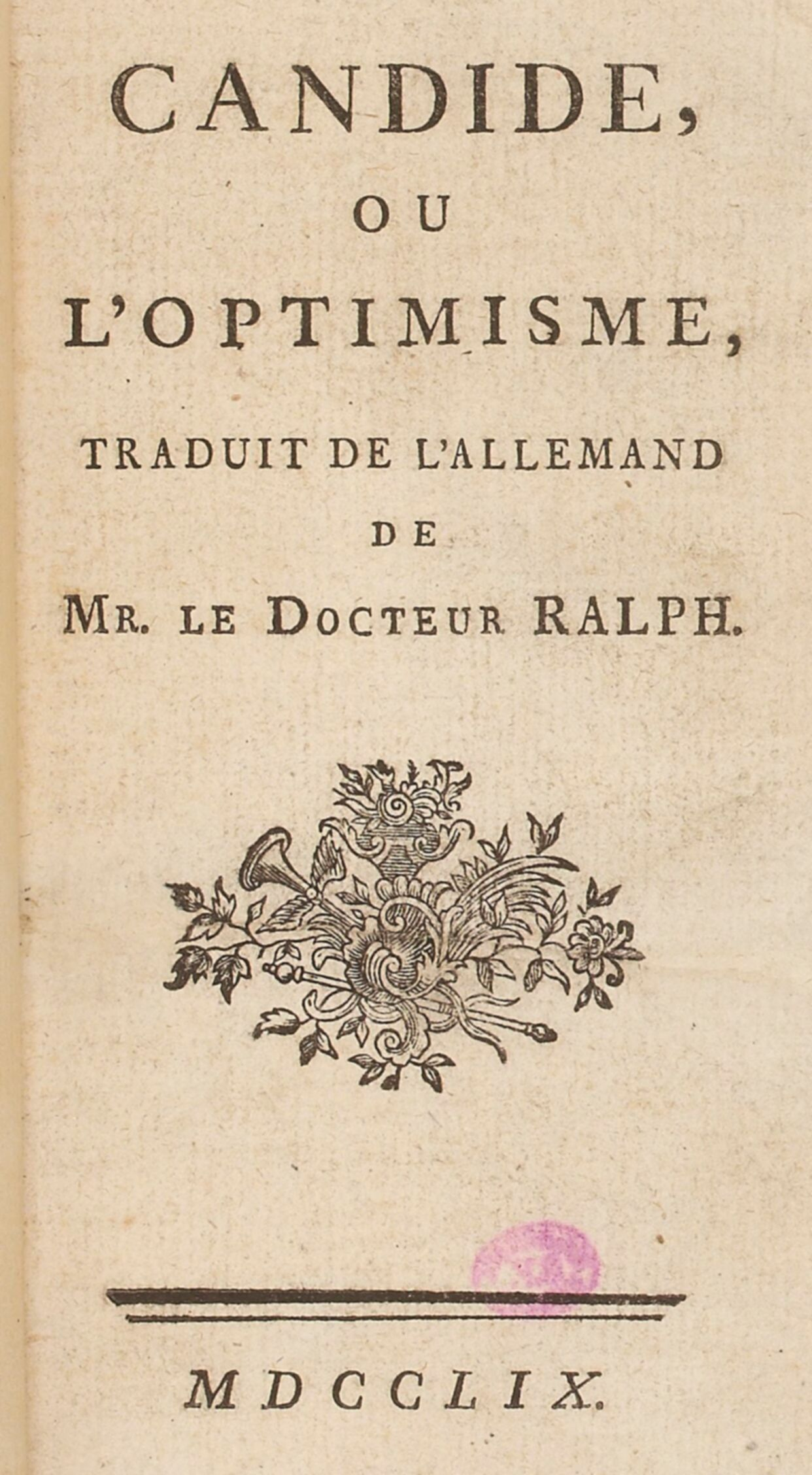
Titelblatt des Candide

Andere Elemente des Textes passen freilich nicht in das Schema der Evangeliumsparodie. Das gilt bereits für den barock anmutenden, ungewöhnlich langen Titel mit der Aufzählung der Protagonisten, der Handlungsorte und -zeiten sowie der Lehrgegenstände des Helden. Ähnlich sind die Kapitelüberschriften gestaltet. Auch die sprunghafte Handlung, der Verzicht auf psychologische Entwicklung und die Ich-Erzählung als Erzählform haben verschiedenen Rezensenten und Forschern eine andere Einordnung nahegelegt. Erika Ujvary hat vorgeschlagen, den Roman als moderne Adaption des Schelmen- oder Narrenromans in der Tradition des Lazarillo de Tormes oder von Grimmelshausens Simplicissimus zu verstehen. Freilich mit einer interessanten Umkehrung, wie Holger Siegel ergänzt: Hier ist der Narr nicht der Diener mehrerer Herren, sondern vielmehr der Meister mehrerer Jünger. Die Rezeption als Schelmenroman lässt sich stützen auf die wiederholten Narren-Manöver Jurenitos, der immer wieder die gängigen Phrasen wörtlich nimmt und auf diese Weise entlarvt.
Ein Beispiel: Als Bevollmächtigter der Republik Labardan befragt Jurenito den französischen Außenminister nach dessen Kriegszielen und erhält zur Antwort: „Diese Ziele sind der ganzen Welt bekannt … wir kämpfen für das Recht aller, selbst der kleinsten Völker, über ihr Schicksal zu entscheiden, für die Demokratie und für die Freiheit“ (S. 160ff.). Daraufhin schickt Jurenito eine Deklaration folgenden Inhalts an alle Zeitungen, die jedoch, wenig überraschend, von der Militärzensur nicht durchgelassen wird:
Die Regierung der Republik Labardan kann im großen Kampfe zwischen der Barbarei und der Zivilisation nicht neutral bleiben. Aus den Unterredungen mit den Vertretern der verbündeten Mächte hat die Regierung von Labardan Einblick in die hohen Ziele der Verfechter des Rechts gewonnen. Allen Völkern, selbst den kleinsten, wird das Recht eingeräumt werden, über ihr Schicksal zu entscheiden. Die Polen, Elsässer, Georgier, Finnen, Irländer, Ägypter, Hindus und Dutzende anderer Völker werden vom fremden Joche befreit werden. Die Unterdrückung der Völker anderer Rassen wird aufhören, und es darf keine Kolonien mehr geben. Schließlich wird im despotischen Russland beim Siege der Verbündeten die Freiheit eingeführt werden. Die Regierung und das Volk von Labardan können nicht länger schweigen und treten stolz in die Reihen der Kämpfer für das wahre Recht!
Nach eingehender Lektüre offizieller Verlautbarungen redigiert Jurenito nunmehr seine Deklaration in folgendem Sinn:
In Nürnberg lebte, wie es die Historiker genau erforscht haben, im XVII. Jahrhundert ein Uhrmacher labardanischer Staatsangehörigkeit. Darum muss Nürnberg mit allen anliegenden Gebieten, München mit inbegriffen, Labardan zufallen. (S. 162)
Andererseits ist der Roman bereits den Zeitgenossen als Adaption bestimmter satirischer Romane der Aufklärung erschienen. Insbesondere Voltaires Candide oder der Optimismus wird hier immer wieder genannt. Zahlreiche Ähnlichkeiten werden angeführt: die grotesken Elemente der Handlung, der Verzicht auf Wahrscheinlichkeit, das wiederkehrende Motiv der glücklichen Zufallsrettung in letzter Sekunde, die satirische Erzählhaltung, die Durchmischung von Erzählung und belehrenden Passagen mit weltumfassendem Anspruch, das Lehrer-Schüler-Verhältnis der Helden. Tatsächlich ist Jurenito ein echter Pangloss (wörtlich: Allsprachler, so der Name des Lehrers von Candide), da er eine ganz unwahrscheinliche Mischung von Sprachen, Handwerken und Wissenschaften beherrscht. Zudem kreist der Roman, wie der Candide, um eine philosophische Idee: in diesem Fall nicht wie bei Voltaire um Leibniz’ Lehre, diese Welt sei die beste aller möglichen Welten, sondern um die Destruktion aller Glaubens- und Überzeugungsnormen, vom Christentum über den Nationalismus bis hin zum Kommunismus, im Dienste einer utopischen Idee der Selbstbefreiung des Menschen. Und wie beim Candide ist eine skeptisch-ironische Haltung des Romans zu dieser Idee prägend.

### Achte kommen durch die ganze Welt – Die Romanfiguren
Bei den Protagonisten der Romanhandlung, insbesondere bei den „Jüngern“, verzichtet Ehrenburg auf psychologische Motivierung und persönliche Charakterisierung. Wie im Muster des Schelmenromans handelt es sich um Typen, die keine innere Entwicklung aufweisen, sondern holzschnittartig auf wenige Merkmale reduziert werden. Dabei greift Ehrenburg das Schema der Nationalitätensatire auf, das zum traditionellen Bestand satirischer Literatur gehört, erweitert es jedoch um zeitbedingte und vor allem literarische Züge (Literatursatire).
So erscheint Alexei Tischin als eine Karikatur des russischen Intellektuellen in der Nachfolge Dostojewskis: Er ist Anhänger von Mereschkowski, erzählt pausenlos seine Lebensgeschichte, vornehmlich in der Eisenbahn (eine Anspielung auf den Beginn von Dostojewskis Roman Der Idiot) und quält sich ständig mit Gewissensfragen herum, ohne zum Handeln imstande zu sein. Mr. Cool hingegen wird vor allem durch die Verbindung von Geschäftstüchtigkeit, Rücksichtslosigkeit, moderner Technik, Reklame und Bibelfestigkeit charakterisiert – als Urbild des amerikanischen Kapitalisten. Monsieur Delhaye wird mit seiner Vorliebe für Zahlen, gutes Essen und seinen stereotypen Redewendungen zum Klischeebild des französischen Rentiers gestaltet. Ayscha bringt das Motiv des in die europäischen Wirren geworfenen Naturkindes ins Spiel, Bambucci erscheint als der Inbegriff des anarchischen Tagediebs.
Besondere Beachtung hat in der Literatur das Porträt des Karl Schmidt gefunden: Er vereint in sich die ‚deutschen‘ Eigenschaften Ordnungsliebe, Sparsamkeit und Organisationstüchtigkeit. Zum Zweck der Organisation der ganzen Welt sind ihm alle geistigen Grundlagen recht, er bekennt, er könne sehr wohl zugleich Nationalist und Sozialist sein. Entsprechend verfolgt er seine Organisationsvorhaben sowohl als deutscher Offizier als auch als Sowjetkommissar; dazu gehört unter anderem die Trennung von Sexualität und Kindererzeugung mittels künstlicher Befruchtung zwecks staatlicher Planung. In späteren Jahren ist Schmidt mehrfach als Urbild des Nationalsozialisten avant la lettre aufgefasst worden. Folgender Monolog Schmidts wird häufig als Beleg angeführt:
Sie glauben, dass es mir und allen Deutschen angenehm ist, zu töten? … Nein, das Töten ist eine sehr unangenehme Notwendigkeit. Eine sehr schmutzige Beschäftigung ohne Begeisterung und ohne Freude. … Aber es gibt keine andere Wahl. … Ob man zum Wohle der Menschheit einen verrückten Greis oder zehn Millionen Menschen tötet, ist nur quantitativ verschieden. … Gerade deshalb werde ich keinen Augenblick schwanken, wenn es der Gesellschaft zum Vorteil gereicht, zum Wohle Deutschlands morgen und zum Wohle der Menschheit übermorgen alle ‚Lusitanias‘ zu versenken und Hunderttausende von Menschen umzubringen. Lohnt es sich da noch, von Städten, Kirchen und ähnlichen Dingen zu sprechen? Obwohl es um sie natürlich schade ist (S. 233f.; die Lusitania war ein von einem deutschen U-Boot versenkter englischer Dampfer, es gab über 1100 Tote).
Schmidt bekräftigt dies damit, dass er gleich anschließend einen Soldaten hinrichten lässt, der zu seiner im Sterben liegenden Frau flüchten wollte: „Ich verstehe Ihre Gefühle … und würde Sie unverzüglich zu Ihrer Frau schicken, aber dies würde zum Überhandnehmen der Desertionen und zur Herabsetzung der Kampffähigkeit der Armee führen. Darum werden Sie im Interesse Ihrer Kinder, und wenn Sie keine Kinder haben, im Interesse der Kinder Deutschlands in zehn Minuten sterben müssen“ (S. 235).
Durch die Konfrontation derartiger satirisch überzeichneter Typen mit den sich überschlagenden Zeitereignissen erhält der Roman einen Großteil seiner Spannung und seiner Komik. Kritiker bemerkten, die Figuren würden „wie von einem Wirbelsturm über die Seiten des Buches gerissen“, sie entbehrten innerer Stimmigkeit und Folgerichtigkeit. Damit ist freilich gerade das Kompositionsprinzip des Romans angesprochen: „Dieser Roman … stellt die ungeheure Mühe dar, Versatzstücke von Klischees und Vorurteilen zu Panoramen zusammenzufügen, um im Zusammengefügten deren Brüchigkeit aufzudecken.“

### Die Lehren des Julio Jurenito
Der Titelheld des Romans ist deutlich von Ideen des russischen Konstruktivismus beeinflusst, mit denen Ehrenburg in den frühen 1920er Jahren spielte. Auch Anklänge an Karl Marx („Geburtshelfer der Geschichte“, S. 13) und Friedrich Nietzsche sind in seinen Ansichten und seinem Auftreten entdeckt worden; zudem hat Ehrenburg in die Biografie Jurenitos Züge seines Freundes, des mexikanischen Malers Diego Rivera, integriert.
Für Jurenito gibt es weder Gott noch Teufel, weder Gut noch Böse, nur die Dinge und die Menschen:
Das ist eben der ganze Witz, dass alles existiert und doch nichts dahintersteckt. Soeben stirbt ein alter Jean, und zugleich winselt zum erstenmal ein neuer Jean. Vorhin hat es geregnet, und nun ist es trocken. Es wirbelt, es rotiert – das ist alles (S. 22f.).
Die Verachtung aller Glaubens- und Überzeugungssysteme erstreckt sich auch auf die Kunst. Charakteristisch für die materialistischen, gelegentlich an Heinrich Heine erinnernden Wendungen von Jurenitos Vorträgen ist seine Antwort auf (ausgerechnet) Mr. Cools „gefühlvolles“ Geständnis, er liebe mehr als alles andere auf der Welt die Schönheit und die Kunst: „Ich aber ziehe Schweinskoteletts mit jungen Erbsen vor“ (S. 99).
Jurenito begnügt sich nicht mit der satirischen Kritik, sondern arbeitet aktiv an der Zerstörung der Kultur, allerdings mehr durch Reden und Planen als durch Handeln – er bezeichnet sich als den „Provokateur mit dem friedlichen Lächeln auf den Lippen und dem Füllfederhalter in der Tasche“ (S. 13). Zu diesem Zweck und nach diesem Kriterium wählt er auch seine Jünger aus. Geheimnisvolle Aktivitäten – der Held trifft sich mit serbischen Studenten und diversen Großindustriellen – deuten an, dass Jurenito wesentlich an der Herbeiführung des Ersten Weltkriegs beteiligt war, doch werden solche Andeutungen immer wieder ironisch gebrochen. Er arbeitet sogar an der Entwicklung neuer Waffen, die 50.000 Menschen auf einen Schlag töten können. Freilich fehlt ihm das Kapital dazu, und seine Pläne landen bei Mr. Cool, der sie zunächst für kriegswirtschaftlich schädlich hält und für einen späteren Krieg gegen Japan aufheben will.
Doch die Zerstörung ist nicht Jurenitos Endziel: Immer wieder spricht er von einer utopischen Zukunft der Menschheit, die die vorherige Zerstörung erfordere. Es ist die Befreiung von den Fesseln der Herrschaft, der Kultur und der Systeme, die er in wiederkehrenden Bildern anspricht:
Siehst du: dort im Sonnenlichte hüpft über die Steppe, die Beine hoch emporwerfend, ein kleines Füllen. Drückt es denn nicht das ganze, grenzenlose Entzücken des Seins aus? Und hier vor dieser Hütte heult, die Schnauze zum Himmel erhoben und den Schwanz eingeklemmt, ein Hund. Ist in ihm nicht der ganze Gram der Erde? So werden auch die kommenden Menschen sein: Sie werden ihre Gefühle nicht in tausendzentnerschwere Panzer einschließen (S. 58f.).
Die Herrschaft symbolisiert Jurenito im revolutionären Russland mit dem Gleichnis vom Stock: „Der Stock bleibt in beliebigen Händen ein Stock … Eine Regierung ohne ein Gefängnis ist ein widersinniger, perverser Begriff“ (S. 299). Es folgt die Geschichte vom Menschewiken und vom Bolschewiken, die unter dem Zaren gemeinsam im Gefängnis sitzen und debattieren – als jedoch der Menschewik nach der Revolution weiterdebattieren will, entsinnt sich sein alter Freund, dass er „den bewährten tausendjährigen Stock in Händen“ hält, und lässt ihn erneut in die alte Zelle sperren. Doch dies ist nicht das Ziel der Geschichte:
Es wird nicht Jahre, sondern Epochen dauern, bis die Menschen einsehen, dass es sich nicht darum handelt, wer den Stock heute in Händen hält, sondern um den Stock selbst, und ihn einfach zerbrechen (S. 300).
Zunächst aber ist Jurenito zufolge die Verbrämung des Stockes mit den Mitteln der Religion, der Kunst und der Kultur zu zerstören. Dies ist die historische Mission der Kommunisten. „Ich flehe Sie an: verzieren Sie Ihre Stöcke nicht mit Veilchen!“ beschwört Jurenito einen revolutionären Untersuchungsrichter, der ihn eben ins Arbeitslager verschickt (S. 277). Ein Zeitalter der unbeschönigten Herrschaft, das alle ihre Rechtfertigungen beseitige, sei erforderlich, um die Heraufkunft des „Reiches der Freiheit“ zu ermöglichen:
Die Menschheit geht jetzt durchaus nicht in ein Paradies, sondern in das härteste, schwärzeste Fegefeuer. Es bricht gleichsam eine Freiheitsdämmerung an. Assyrien und Ägypten werden von dieser neuen, unerhörten Sklaverei übertroffen werden. Aber diese Galeeren werden die Vorstufe, das Pfand der Freiheit sein … Eine Freiheit, die nicht mit Blut genährt ist, sondern umsonst aufgelesen, als ein Trinkgeld empfangen worden ist, muss verrecken. Aber merkt es euch: das sage ich euch jetzt, wo Tausende von Händen sich nach dem Stocke ausstrecken und Millionen von Rücken wollüstig nach dem Stocke lechzen: es kommt der Tag, und niemand wird mehr den Stock brauchen. Ein ferner Tag! (S. 256).
Doch die Kommunisten erfüllen die historische Mission nicht, die ihnen Jurenito zuweist. Seine Versuche, als Sowjetkommissar die Kunst abzuschaffen, scheitern stets daran, dass auch die Revolutionäre an sie glauben. Dies führt letztlich zur Resignation am „nichtfliegenden Flugzeug“ der Revolution und zu Jurenitos freiwilligem Gang in den Tod.

### Der doppelte Ehrenburg
Im Julio Jurenito tritt der Autor selbst auf, nämlich als literarische Figur und Erzähler. Es findet also eine Verdopplung statt, der Autor auf dem Titelblatt versetzt sich selbst zugleich als Figur und Erzähler in die Romanwelt. Das Spiel mit dieser Doppelgestalt durchzieht den gesamten Text: Zahlreiche autobiografische Anspielungen legen eine Einheit von Autor und Erzähler nahe, die jedoch durch eine ganze Serie von Unwahrscheinlichkeiten, ja Unmöglichkeiten zugleich dementiert wird. Dies ist zugleich ein Spiel mit der Fiktionalität des literarischen Textes selbst: er wird als authentische Erzählung beglaubigt und gleichzeitig wird ebendiese Authentizität ein ums andere Mal negiert. Schließlich ist auch der Roman ein Teil der Kunst, die der Protagonist gerade abschaffen will.
Die resultierenden Zweifel an der Zuverlässigkeit des Erzählers werden noch verstärkt durch eine Serie von „Bescheidenheitstopoi“: Der Erzähler erklärt sich für unwürdig, für unfähig, die Lehren des Meisters zu fassen usw. Dazu kommt, dass Ehrenburg sich als Romanfigur wiederholt (wie Tischin) als handlungsunfähig, ja geradezu betäubt vom Handlungsverlauf erweist – ganz anders als der agile Jurenito. Das gilt besonders für die Oktoberrevolution, deren Tage der Erzähler allein in seinem Zimmer verbringt, was er mit bitteren Tiraden auf sich selbst und die Literatur kommentiert:
Ich saß in einer finsteren Kammer und verfluchte meine talentlose Konstruktion. Eines von beiden: entweder müsste man mir andere Augen einsetzen oder diese nichtsnutzigen Hände wegnehmen. Vor meinem Fenster macht man jetzt – nicht mit dem Gehirn, nicht mit der Phantasie, nicht mit Versen, sondern mit den Händen – die Weltgeschichte. „Glücklich, wer diese Welt besucht in ihren schicksalsschweren Stunden“, sagte der Dichter Tjutschew. Warum soll ich nicht die Treppe hinunterlaufen und schnell mittun, solange unter den Händen noch weicher Ton und nicht harter Granit ist, solange man die Geschichte noch mit Gewehrkugeln schreiben und nicht in den sechs Bänden eines gelehrten Deutschen lesen kann! Aber ich sitze in der Kammer, kaue an einem kalten Kotelett und zitiere Tjutschew. … Merkt es euch, ihr Herren Nachfahren, womit sich in diesen einzigen Tagen der russische Dichter Ilja Ehrenburg beschäftigt hat! (S. 258; gemeint ist der Lyriker Fjodor Iwanowitsch Tjuttschew, 1803–1873).
Andererseits macht die Ironie des Erzählers Ehrenburg keineswegs vor seinem „Meister“ halt. Der Chronist verfolgt nicht nur mit Zittern und Entsetzen Jurenitos Aktionen, seine Zerstörungspläne, seine „schrecklichen Diagramme“ und die Wahl seiner Jünger, er dementiert auch mehrfach sein gleich zu Anfang gegebenes Bekenntnis: „Meister, ich werde dich nicht verraten.“ Schon im Vorwort wird Jurenito so vorgestellt: „Aber sein Bild ist leuchtend und lebendig. Er steht vor mir, hager und wild, in seiner orangegelben Weste, mit der unvergesslichen grüngetupften Krawatte, und lächelt still. … Mögen nun meine Worte ebenso warm sein wie seine behaarten Hände, ebenso gemütlich und intim wie seine von Tabak- und Schweißgeruch imprägnierte Weste …“ (S. 11f.). Und das Ende des Romans bildet die Rückkehr des Erzählers nach Westeuropa, aus dem „Fegefeuer der Revolution“, in das ihn der Meister eingeführt hat, in die „gemütliche Hölle oder, wenn diese Bezeichnung unvernünftig erscheinen sollte, in das schlecht gelüftete Paradies“ (S. 339). Dies erweist sich für ihn nicht nur zum Leben, sondern auch zum Schreiben als geeigneter.
Wie Johanna Döring-Smirnov ausführt, stellt gerade die gleichzeitige Verschränkung und Nicht-Identität zwischen dem Lehren, Schreiben und Dichten auf der einen Seite und dem Leben auf der anderen Seite ein zentrales Thema des Romans dar, das in der Verdopplung der Erzählergestalt greifbar wird. Das Verhältnis von Anspruch und Wirklichkeit, Literatur und Leben wird in der Erzählerrede ständig thematisiert – in der Form des Scheiterns der Vermittlung.

### Von der Groteske zur Prophetie
Einige Passagen und Szenen des Romans können kaum mehr als satirisch gelesen werden, sie erhalten einen enorm pathosgeladenen, geradezu prophetischen Charakter. Im literarischen Werk werden apokalyptische Prognosen für die Wirklichkeit entworfen; das Werk zielt über die Literatur hinaus auf die historische Realität. Gerade diese Szenen haben erheblich zur Langzeitwirkung des Romans beigetragen.
Im elften Kapitel des Romans entwirft Julio Jurenito ein Plakat, dessen Text so beginnt:
In der nächsten Zeit findet statt die feierliche Ausrottung des jüdischen Volkes zu Budapest, Kiew, Jaffa, Algier und an vielen anderen Orten. Das Programm umfasst neben den beim verehrten Publikum beliebten Pogromen im Geiste der Zeit restaurierte Judenverbrennungen, Einscharren der Juden bei lebendigem Leibe in die Erde, Besprengungen der Felder mit jüdischem Blute und allerlei neue Methoden der „Säuberung der Länder von verdächtigen Elementen“ usw. usw. usw. (S. 125ff., Hervorhebungen im Original).
Tischin reagiert entsetzt: „Solche Gemeinheiten im zwanzigsten Jahrhundert!“ Doch Jurenito widerspricht: „Sehr bald, vielleicht in zwei Jahren, vielleicht in fünf Jahren wirst du dich vom Gegenteil überzeugen.“ In einem geschichtlichen Exkurs belehrt er seine Jünger, dass die Menschheit auf Katastrophen stets mit dem Abschlachten von Juden zu antworten pflegte. „Da aber der ganzen Menschheit eine Hungersnot, eine Seuche und ein ordentliches Erdbeben bevorstehen, zeige ich nur eine begreifliche Voraussicht, wenn ich im Voraus diese Einladungen drucken lasse.“ Der Frage Tischins, ob denn die Juden nicht die gleichen Menschen seien „wie wir“, begegnet Jurenito mit einem „etwas kindlichen Spiel“: Er befragt die Jünger danach, ob das Ja oder das Nein als einziges Wort der Sprache erhalten bleiben solle – alle wählen das Ja, nur Ehrenburg das Nein, worauf die anderen Jünger prompt von ihm abrücken und sich in die andere Ecke setzen. Mit einem grandiosen historischen Vortrag Jurenitos über die unterwühlende Kraft des jüdischen Volkes schließt das Kapitel.
Während diese Szene gerade die Leser nach dem Zweiten Weltkrieg besonders berührte und verblüffte, hatte eine andere Szene unmittelbarere Wirkungen. Im 27. Kapitel besucht Jurenito mit Ehrenburg die „Kapitänsbrücke“ des revolutionären Moskau und erhält eine Audienz bei „einem gewissen Manne … der dort immer steht“, was niemand anders als Lenin meinen kann. Die Szene ist aufgebaut nach dem Muster von Dostojewskis Legende vom Großinquisitor aus den Brüdern Karamasow, freilich hier in der Wirklichkeit: „außerhalb der Legende“, wie es in der Kapitelüberschrift heißt. Der Kommunist gibt sein Credo:
Wir führen die Menschheit einer besseren Zukunft entgegen. Die einen, deren Interessen dadurch geschädigt werden, stören uns auf jede Weise … Diese müssen wir beseitigen und oft einen zur Rettung von Tausenden töten. Die anderen widerstreben, da sie nicht begreifen, dass man sie ihrem eigenen Glück entgegenführt; sie fürchten den schweren Weg und klammern sich an den elenden Schatten der gestrigen Heimstätte. Wir treiben sie vorwärts, wir treiben sie mit eisernen Ruten ins Paradies … (S. 287).
Während Lenin selbst dieses Porträt nicht übel nahm, zog es die Kritik vieler sowjetischer Presseorgane auf sich. In der Neuausgabe von 1962 musste das Kapitel komplett wegfallen.

## Veröffentlichungs- und Rezeptionsgeschichte

### Schwierige Publikation in der Sowjetunion – Bucharins Vorwort
Gelikon hatte 3.000 Exemplare des Buches gedruckt, im Mai 1922 waren bereits 2.000 davon in Berlin verkauft. Einzelne Exemplare gelangten bald darauf in die Sowjetunion. Dort erregte das Werk erhebliches Aufsehen und stieß auf großes Interesse. Schon kurz nach Erscheinen des Julio Jurenito wurde Ehrenburg in einer russischen Kritik als „der Modeschriftsteller“ bezeichnet, 1926 galt Ehrenburg dem Kritiker A. Leschnew als „der im Moment populärste und auf jeden Fall meistgelesene Schriftsteller“. Es kam sogar zu einer Bühnenfassung, die drei Werke Ehrenburgs (Julio Jurenito, Nikolai Kurbow und Trust D. E.) verschmolz, allerdings auch ihren Inhalt massiv veränderte. Mr. Cool ließ sich hier von der Romanfigur Ilja Ehrenburg auf dem Rücken tragen und spornte ihn an: „Schneller, mein bourgeoiser Hengst!“ Ehrenburg sah sie 1924 in Kiew und protestierte gegen die Verunstaltung seiner Werke, allerdings weitgehend erfolglos.
Doch trotz der enormen Popularität des Romans gestaltete sich seine Veröffentlichung in der Sowjetunion recht schwierig, unter anderem weil er in die lebhaften Debatten der sowjetischen Literaturkritik und Kulturpolitik geriet. Ehrenburg sandte 1922 ein Exemplar des Julio Jurenito an seine alte Freundin Jelisaweta Polonskaja in Petrograd mit der Bitte, die Möglichkeiten für eine Veröffentlichung in Russland herauszufinden. Im Herbst 1922 wurden alle erreichbaren Exemplare der Gelikon-Ausgabe von der GPU als „gefährliche“ Lektüre beschlagnahmt – doch der Moskauer Staatsverlag Gosudarstwennoje isdatelstwo RSFSR (Gosisdat) hatte das Buch bereits akzeptiert. Er stellte nun allerdings die zusätzliche Bedingung eines kommentierenden Vorworts. Diese Bedingung wurde durch Bucharin erfüllt, der als Mitglied des Zentralkomitees der Kommunistischen Partei Russlands erheblichen Einfluss hatte; mit seinem Vorwort erschien das Buch endlich im April 1923 bei Gosisdat in einer Auflage von 15.000 Exemplaren.
Bucharin schrieb: „Unschwer lässt sich feststellen, dass der Autor kein Kommunist ist, dass sein Glaube an die zukünftige Ordnung nicht übermäßig stark ist und er diese Ordnung nicht gerade leidenschaftlich herbeiwünscht. All das tut der Tatsache keinen Abbruch, dass das Buch eine hinreißende Satire ist. Der eigenwillige Nihilismus und der Standpunkt der ‚großen Provokation‘ ermöglichen es dem Autor, eine Reihe von lächerlichen und abstoßenden Seiten des Lebens unter allen Regimen zu zeigen … Deshalb ist das Buch lustig und interessant, spannend und gescheit.“ Er nahm das Buch also aufgrund seines künstlerischen Werts und vor allem seines Witzes in Schutz gegen die Verdächtigung des Autors als politisch unzuverlässig – eine Kritik, die er freimütig einräumte.

### Die Kritik in der Sowjetunion
Vernichtende Rezensionen erhielt der Julio Jurenito vor allem seitens der Autoren um die Zeitschrift Na Postu, die einen proletarischen Standpunkt der Literatur einforderten. Georgi Gorbatschew etwa schrieb 1924: „Der Skeptizismus und Zynismus Ehrenburgs dient dem in den Krümmungen der Neuen Ökonomischen Politik verfaulenden Spießbürgertum.“ Der Ton wurde später sogar noch schärfer und erhielt einen antisemitischen Einschlag. So bezeichnete I. Jewdokimow 1926 in der Literaturzeitschrift Nowy Mir Ehrenburg als „ewigen Juden“ und meinte: „Irgendjemand hat sich ausgedacht, dass Ehrenburg in seinen Werken die Bourgeoisie und den Kapitalismus geißelt … Das ist ein unverständlicher Irrtum – Ehrenburg ist die gelungenste Verkörperung dieser Kultur … jeder Satz seines Protests ist nur von ihr diktiert.“
Dagegen äußerten sich andere Autoren und Kritiker in der Debatte ausgesprochen positiv. Bereits am 28. Juni 1922 nannte Alexander Woronski in der Prawda den Julio Jurenito ein „ausgezeichnetes“ Buch, das „schon längst von unseren offiziellen Medien hätte wiederveröffentlicht werden sollen“; Marietta Schaginjan lobte 1923 gerade den Skeptizismus des Buches, der für die Darstellung einer Niedergangs- oder „Liquidationsperiode“ angemessen sei. Jewgeni Samjatin bewunderte 1923 Ehrenburgs meisterhafte Anwendung der „europäischen Waffe“ Ironie, die in Russland zu wenig geachtet sei, und spendete hohes Lob: „Er ist natürlich ein echter Häretiker (und daher ein Revolutionär). Ein wahrer Häretiker hat die gleiche Eigenschaft wie Dynamit: die kreative Explosion geht den Weg des größten Widerstands.“
Die heftigen Auseinandersetzungen um die ‚richtige Linie‘ in der Kulturpolitik zwischen den ‚Realisten‘ der „Russischen Assoziation proletarischer Schriftsteller“ (RAPP), den ‚Modernen‘ um Wladimir Majakowski und die „Linke Front der Kunst“ (LEF) sowie den sogenannten ‚Weggenossen‘, insbesondere den Serapionsbrüdern, die auf der Eigenständigkeit der Kunst gegenüber der Politik bestanden, machten sich also häufig an der Person Ehrenburgs und vor allem am Julio Jurenito fest. Was vor allem die ‚Weggenossen‘ bewunderten, die alles zersetzende Ironie des Buches, die auch den neuen sozialistischen Staat nicht verschonte, war für die RAPP-Anhänger Stein des Anstoßes: Zeichen politischer Unzuverlässigkeit, Mangel eines positiven Standpunkts, Gossenliteratur. Dieser Konflikt wurde zunächst nicht entschieden. Ehrenburgs Buch profitierte davon, dass nicht nur Bucharin, sondern auch der erste Volkskommissar für das Bildungswesen, Anatoli Lunatscharski, und sogar Lenin selbst sich günstig über das Werk äußerten. Lunatscharski kritisierte 1924 zwar die „Prinzipienlosigkeit“ Ehrenburgs, rühmte aber seine Begabung, verglich ihn mit Heinrich Heine und meinte: „Seine Skepsis ist gegen die Werte der Alten Welt gerichtet, und von diesem Standpunkt aus gesehen ist er in gewisser Weise unser Verbündeter.“ Und in den 1926 erschienenen Erinnerungen von Nadeschda Krupskaja, der Lebensgefährtin Lenins, berichtet diese: „Ich erinnere mich, dass von den zeitgenössischen Sachen Iljitsch besonders der Roman Ehrenburgs gefiel, der den Krieg beschrieb. ‚Weißt Du, das ist Ilja Zottelkopf‘, erklärte er feierlich. ‚Es ist ihm gut gelungen.‘“
Doch mit der Durchsetzung der stalinschen Kulturpolitik Ende der 1920er Jahre genügten solche Urteile nicht mehr. Nach 1928 konnte der Julio Jurenito 34 Jahre lang nicht mehr in der Sowjetunion erscheinen. 1935 unternahm Ehrenburg einen diesbezüglichen Versuch, wurde aber mit einer Flut von Änderungs- und Streichungswünschen konfrontiert. Er lehnte diese summarisch ab und schrieb stattdessen einen Epilog, der die ideologisch bedenklichen Partien des Buches ins rechte Licht rücken sollte. Das genügte nicht: Zwar erschien der Epilog nebst Ankündigung einer Neuauflage des Romans in einer sowjetischen Zeitschrift, doch der Roman selbst wurde nicht gedruckt – die Zeit des Großen Terrors hatte begonnen. Auch die Gesamtausgabe von Ehrenburgs Schriften in den fünfziger Jahren enthielt den Julio Jurenito nicht.
Erst im Gefolge der Tauwetter-Periode, als 1962 eine weitere Ausgabe „Gesammelter Werke“ Ehrenburgs begann, fand der Roman wieder Berücksichtigung. Freilich musste Ehrenburg dafür der Streichung des kompletten Kapitels Der Großinquisitor außerhalb der Legende zustimmen. Das Vorwort Bucharins, der nach seiner Exekution im Zuge der Moskauer Prozesse in der Sowjetunion Unperson geblieben war, fiel ebenfalls weg. Dennoch schloss sich erneut eine lebhafte Debatte um die politische Bewertung dieses frühen Romans an; wichtige Kritiker sowjetischer Literaturzeitschriften wollten lediglich diejenigen Werke des Schriftstellers gelten lassen, die im Geist des Sozialistischen Realismus entstanden waren (etwa Der Fall von Paris und Sturm), hielten aber das Frühwerk nach wie vor für politisch schädlich.

### Fernwirkungen
Auch außerhalb der Sowjetunion war der Julio Jurenito ein großer Publikumserfolg. Bereits 1923 erschien eine deutsche Fassung, erstellt durch den renommierten Tolstoi- und Dostojewski-Übersetzer Alexander Eliasberg. Das Berliner Tageblatt rühmte den Roman anlässlich seines Erscheinens in deutscher Sprache: „Ein in allen Wassern zwischen Seine und Newa Gewaschener schrieb dieses anklägerische Buch über Europa. Das Werk ist tapfer, klug und überlegen.“ 1930 wurde Eliasbergs Übersetzung vom Malik-Verlag nachgedruckt. Auf Spanisch erschien der Roman ebenfalls 1923, in Neuauflagen 1928 und 1931; es folgten Übersetzungen ins Französische, Polnische, Tschechische, Jiddische, Japanische, Englische, Bulgarische, Niederländische, Italienische, Portugiesische und Hebräische.
In den dreißiger Jahren war Ehrenburg Iswestija-Korrespondent geworden, in den vierziger Jahren erlangte er als Kriegspropagandist für die Sowjetunion Berühmtheit. Zeitweise wurde er geradezu als Auslandsbotschafter der stalinistischen Sowjetunion wahrgenommen. Doch die subversive Wirkung des Julio Jurenito dauerte an; er kann als eine Art Flaschenpost aus Ehrenburgs Bohème-Phase angesehen werden, zumal Ehrenburg den Roman nie verleugnete oder umschrieb und immer als sein erstes wirklich gelungenes Werk betrachtete. So war der Julio Jurenito unter spanischen Anarchisten wohlbekannt, was Ehrenburgs Verhältnis zu Buenaventura Durruti erheblich begünstigte. Aufgrund seines Renommees war er der einzige Sowjetschriftsteller, der im Spanischen Bürgerkrieg ernsthaft mit den katalanischen Anarchisten zusammenarbeiten konnte.
Ein weiteres Beispiel für derartige Fernwirkungen sind die Erlebnisse von Victor Zorza, der in der polnischen Westukraine aufgewachsen war und nach dem Zweiten Weltkrieg im englischen Exil ein bekannter Schriftsteller und Journalist wurde. Zorza war mit seiner Familie nach der sowjetischen Besetzung Ostpolens in ein Arbeitslager verbracht worden. Nach gelungener Flucht irrte er durch die mittlerweile von Deutschland überfallene Sowjetunion. Im Winter 1941 erfuhr er aus einem Zeitungsartikel, dass sich Ehrenburg in Kuybischew (heute Samara) aufhielt. Er wanderte dorthin und versuchte den einflussreichen Kriegsjournalisten anzusprechen, auf dessen Hilfe er hoffte, weil er den Julio Jurenito kannte – er hatte in der Jugend zu seinen Lieblingsbüchern gehört. Das erwähnte er auch gegenüber Ehrenburg. Tatsächlich half ihm Ehrenburg, mit einer polnischen Einheit nach England zu entkommen.
Nach dem Zweiten Weltkrieg entdeckte Tosco Raphael Fyvel, ein Freund George Orwells, den Roman erneut als literarisches Werk und publizierte seine Entdeckung u. a. in der Literaturzeitschrift Der Monat. Wiederum war es vor allem der Gegensatz zwischen dem etablierten, in Stalins Außenpolitik eingebundenen Ehrenburg von 1950 und dem anarchischen Frühwerk desselben Autors, der den Reiz der Entdeckung ausmachte. Dieses Muster hat die Rezeption des Julio Jurenito bis zum Ende der Sowjetunion begleitet.

## Der Autor und sein Werk
Der etwa ein Jahr nach dem Julio Jurenito entstandene satirisch-groteske Roman Trust D.E. stellt eine Art Fortsetzung des Buches dar. Der Protagonist Jens Boot führt hier mit Hilfe eines amerikanischen Trusts physisch herbei, was Julio Jurenito hauptsächlich in Reden und symbolischen Akten angestrebt hatte: den Untergang Europas (so der Untertitel des Romans). Und tatsächlich erscheinen Die ungewöhnlichen Abenteuer des Julio Jurenito in Trust D.E. als „Buch im Buch“: Jens Boot findet bei einem Besuch in einem Bordell des Mr. Cool in Amiens die Biografie des Julio Jurenito vor und liest sie. Er entleiht sich aus diesem Buch die „Idee“, die Rechtfertigung für sein Handeln: „Nun wusste Jens Boot, warum er Europa der Vernichtung preisgegeben hatte.“
Während Trust D.E. sich in Thematik und Stil an Julio Jurenito anlehnte, suchte Ehrenburg bei seinen späteren Romanen neue Wege. In seiner Autobiografie schrieb er: „Nach dem Julio Jurenito hatte ich den Eindruck, ich hätte mich schon gefunden, meinen Weg, meine Thematik, meine Sprache. In Wirklichkeit ging ich immer wieder in die Irre, und jedes neue Buch negierte alle vorausgegangenen.“ Doch zugleich betonte Ehrenburg eine lebens- und entwicklungsgeschichtliche Kontinuität seines Schaffens von dem berühmt gewordenen Erstling bis zu den Panorama-Romanen im Stil des Sozialistischen Realismus: „Hätte ich das 1921 nicht geschrieben, dann wäre ich 1940 auch nicht imstande gewesen, den Fall von Paris zu schreiben.“
1928 kam Ehrenburg in seinem satirischen Roman Das bewegte Leben des Lasik Roitschwantz noch einmal auf die Formen und Themen des Julio Jurenito zurück: die Reisefabel, das Muster des Schelmenromans, die Nationalitätensatire. Nur ist der Held hier kein visionsstarker „Meister“, sondern ein herumgestoßener jüdischer Schneider aus Homel, der ebenfalls über Gott und die Welt philosophiert. Ehrenburg glossiert hier auch die komplizierte Veröffentlichungsgeschichte des Julio Jurenito: Lasik Roitschwantz hält im Literarischen Klub in Moskau eine Rede, in der er die Veröffentlichung der Romane der ‚Weggenossen‘ trotz ihrer unklaren Stellung zur Kommunistischen Partei empfiehlt – freilich „mit irgendeinem betäubenden Vorwort“. „Er schreibt da etwa, dass Schurotschka eine große Liebe hat, wir aber verkaufen ihn im Vorwort wie hundert Töpfe: ‚Schurotschka ist nicht Schurotschka, und die Liebe ist nicht die Liebe, sondern alles nur ein Hin und Her der Gesellschaftsklassen.‘“ Und tatsächlich verfasst Roitschwantz wenig später ein derartiges Vorwort zu einem französischen Kolportageroman: „Unter dem Vorwand des Zusammenstoßes der verschiedenen Geschlechter geißelt er in Wahrheit kräftig die französische Bourgeoisie, die wie verrückt zwischen den Kronleuchtern und Limousinen herumtanzt.“ Ob Bucharin an dieser spöttischen Reverenz Anstoß nahm, ist unbekannt. Der Lasik Roitschwantz jedenfalls gefiel ihm nicht, wie er in der Prawda kundtat.
In seiner Autobiografie Menschen Jahre Leben (1961–1965) bekräftigte Ehrenburg seine Hochschätzung für seinen ersten Roman, während er mit negativen Urteilen über eine Reihe anderer, späterer Bücher nicht zurückhielt. Er meinte: „Schreiben konnte ich nicht. Das Buch hat viele unnötige Episoden, es ist nicht glattgehobelt, hin und wieder stößt man auf unbeholfene Wendungen. Und doch liebe ich dieses Buch.“ Und das verwirrende Wechselspiel, das der Roman zwischen Kunst und Leben, erfundener und realer Geschichte betreibt, reflektierte sich auch in diesen Erinnerungen erneut: „Natürlich enthält das Buch allerlei unsinnige Meinungen und naive Paradoxe; immer wieder unternahm ich es, die Zukunft zu ergründen; manches sah ich richtig, in anderem irrte ich mich. Doch im Ganzen ist es ein Buch, von dem ich mich nicht lossage.“